# Andreas Evers
Andreas Evers (13 gennaio 1968) è un allenatore di sci alpino ed ex sciatore alpino austriaco.

## Biografia

### Carriera sciistica
Originario di Flachau, Evers debuttò in campo internazionale in occasione dei Mondiali juniores di Jasná 1985 e l'anno dopo, nella rassegna iridata giovanile di Bad Kleinkirchheim 1986, vinse la medaglia d'argento nella discesa libera; nella medesima specialità ai Campionati austriaci 1988 conquistò la medaglia d'oro, suo ultimo piazzamento agonistico. Non prese parte a rassegne olimpiche né ottenne piazzamenti in Coppa del Mondo o ai Campionati mondiali.

### Carriera da allenatore
Dopo il ritiro è divenuto allenatore nei quadri della Federazione austriaca.

## Palmarès

### Mondiali juniores
- 1 medaglia:
  - 1 argento (discesa libera a Bad Kleinkirchheim 1986)

### Campionati austriaci
- 1 medaglia[1]:
  - 1 oro (discesa libera nel 1988)